# Гелен Міррен
Дама Гелен Міррен (англ. Dame Helen Mirren, при народженні Helen Lydia Mironoff, 26 липня 1945) — британська акторка театру і кіно, продюсерка та режисерка. Лауреатка премії «Оскар» за головну роль у фільмі «Королева» (2006). Відома виконанням ролей вінценосних осіб (Єлизавета I, 2005; Єлизавета II, 2006). Як Дама-Командор Ордена Британської Імперії (5 грудня 2003) має право носити з ім'ям титул Dame (жіночий аналог титулу «сер»).

## Життєпис
Гелен Лінда Міронофф народилася у Лондоні (англ. Queen Charlotte's and Chelsea Hospital) в сім'Ї Василя Петровича Миронова (1913—1980) та Кетлін Александрини Єви Матільди Роджерс (1909—1996). Навчалася у «St Bernard's High School for Girls» (Саутенд-он-Сі) та у New College of Speech and Drama (Лондон).

### Театральна кар'єра
У 18 років отримала запрошення до організації «National Youth Theatre», завдяки чому дебютувала на сцені театру The Old Vic (роль Клеопатри у трагедії Антоній та Клеопатра).
Після успішної співпраці з «National Youth Theatre» акторка уклала угоду з відомою театральною компанією «Royal Shakespeare Company», у складі якої зіграла багато блискучих ролей.
У 1995 році дебютувала на Бродвеї у виставі «Місяць в селі». Найуспішніша театральна роль акторки — Єлизавета ІІ у виставі «Авдієнція» (театр Гілгуда) за п'єсою британського драматурга Пітера Моргана (премія Лоуренса Олів'є у 2013 році та премія Тоні у 2015 році).

### Кар'єра на телебаченні
Дебютом телекар'єри Гелен Міррен була роль Кларетти у телефільмі режисера Клода Вотема «Цезар і Кларетта» (1975). У 1976 році Міррен зіграла Стеллу в телевізійній екранізації п'єси Гарольда Пінтера «Колекція» (цикл Laurence Olivier Presents). Найбільшу популярність акторці принесла роль детективки Джейн Теннісон у серіалі «Головний підозрюваний» (1991—2006). За втілення на телеекрані образу головної героїні Міррен тричі отримала премію БАФТА (1991, 1992, 1993). Роль королеви Єлизавети I в однойменному мінісеріалі принесла їй премію «Еммі».

### Кінокар'єра
Гелен Міррен розпочала кінокар'єру з епізодичної ролі у фільмі «З кращих спонукань» (1966). Наприкінці 1960-х Міррен була вже достатньо відомою театральною акторкою, тому її ролі в екранізаціях творів Шекспіра («Сон літньої ночі», «Гамлет») мали дуже високий художній рівень. У 1969 році Міррен вперше зіграла одну з головних ролей (Кора Раян у художньому фільмі Майкла Пауелла «Повноліття»). У 1973 році Міррен зіграла Патрицію Берджес у картині «О, щасливчик!». У 1984 році прекрасно втілила на кіноекрані образ Марсели у драмі «Щоденник терориста» (за цю роль акторка отримала приз Каннського фестивалю за найкращу жіночу роль). Фільм «Королева» приніс Міррен світову популярність та міжнародне визнання.

## Творчість

### Вибрана фільмографія
- 1966: З кращих спонукань
- 1968: Сон літньої ночі (Гермія)
- 1969: Повноліття (Кора Раян)
- 1973 : О, щасливчик! / (O Lucky Man!) — Патриція Берджес
- 1976: Гамлет (Офелія, Гертруда)
- 1978: Як вам це сподобається
- 1978: Калігула (Цезонія)
- 1981 : Екскалібур / (Excalibur) — фея Морґана
- 1984: Щоденник терориста (Марсела)
- 1984: 2010 (Таня Кірбук)
- 1985: Білі ночі (Галина Іванова)
- 1986: Берег москітів (Мати)
- 1988: Острів Паскалі (Лідія Ньюман)
- 1989: Кухар, злодій, його дружина та її коханець (Джорджина)
- 1994: Принц Ютландії (Герут)
- 2001: Останні бажання (Еммі Доддс)
- 2001: Госфорд-парк (місіс Вілсон)
- 2005: Автостопом Галактикою (Думатель (озвучення))
- 2006: Королева
- 2007: Скарб нації 2: Книга Таємниць (Емілі Епплтон Гейтс)
- 2010: Легенди нічної варти  (Найра (озвучення))
- 2012: Гічкок (Елма Ревілл, дружина Альфреда Гічкока)
- 2012: Хор  (Беккі Джексон (озвучення))
- 2013: Ред 2 (Вікторія Вінслов)
- 2013: Університет монстрів  (Декан Ебідейл Гардскребл (озвучення))
- 2014: Прянощі та пристрасті (мадам Малорі)
- 2016: Прихована краса (Бріджит)
- 2018: Вінчестер (Сара Вінчестер)
- 2019: Анна (Ольга)
- 2019: Ідеальна брехня (Бетті Мак-Ліш)
- 2020: Форсаж 9 (Магдалена Шоу)
- 2020: Айван, єдиний і неповторний (Снікерс)
- 2023: Голда (Голда Меїр)
- 2023: Шазам! Лють Богів (Геспера)
- 2023: Форсаж 10 (Магдалена Шоу)

### Телебачення
- 1975: Цезар і Кларетта (Кларетта)
- 1977: Провінціалка (Марджері Пінчвайф)
- 1978: Як вам це сподобається (Розалінда)
- 1979: Врятуйте «Титанік» (Мері Слоан)
- 1982: Цимбелін (Імоген)
- 1985: Сутінкова зона (Медді Дункан)
- 1991—2006: Головний підозрюваний (Джейн Теннісон)
- 1996: Втрачаючи Чейз (Чейз Філліпс)
- 1998: Трейсі приймає виклик (професор Хорен)
- 1999: Таємна пристрасть Айн Ренд (Айн Ренд)
- 2003: Римська весна місіс Стоун (Карен Стоун)
- 2005: Третя зміна (Енні Фостер)
- 2005: Єлизавета І (Єлизавета І)
- 2013: Філ Спектор (Лінда Кенні Баден)
- 2021: Солос (Пеґ)

### Театр
- 1965: Антоній та Клеопатра (Клеопатра) — Old Vic Theatre, Лондон
- 1965: Довга подорож у ніч (Кетлін) — Century Theatre, Манчестер
- 1967: Тітка Чарлея (Кітті) — Century Theatre, Манчестер
- 1967: Венеційський купець (Нерісса) — Century Theatre, Манчестер
- 1967: Трагедія месника (Кастіза) — Royal Shakespeare Company, Стретфорд-на-Ейвоні
- 1967: Все добре, що добре закінчується (Діана) — Royal Shakespeare Company, Стретфорд-на-Ейвоні
- 1968: Троїл і Крессіда (Крессіда) — Aldwych Theatre, Лондон
- 1968—1969: Багато галасу з нічого (Геро) — Aldwych Theatre
- 1970:  Річард III (Леді Анна) — Royal Shakespeare Company, Стретфорд-на-Ейвоні
- 1970: Гамлет (Офелія) — Royal Shakespeare Company, Стретфорд-на-Ейвоні
- 1970: Два веронці (Джулія) — Royal Shakespeare Company, Стретфорд-на-Ейвоні
- 1971: Вороги (Тетяна) — Royal Shakespeare Company, Aldwych Theatre
- 1971: Місс Джулія (Джулія) — Royal Shakespeare Company, Aldwych Theatre
- 1974: Міра за міру (Ізабелла) — Riverside Studios Theatre, Лондон
- 1974: Макбет (Леді Макбет) — Royal Shakespeare Company, Стретфорд-на-Ейвоні
- 1975: Макбет (Леді Макбет) — Aldwych Theatre
- 1975: Чайка (Ніна) — Lyric Theatre, Лондон
- 1980: Герцогиня Мальфі (Герцогиня Мальфі) — Royal Exchange Theatre, Манчестер
- 1981: Герцогиня Мальфі (Герцогиня Мальфі) — The Roundhouse, Лондон
- 1983: Антоній та Клеопатра (Клеопатра) — Pit Theatre, Лондон
- 1994: Місяць в селі (Наталія Петрівна) — Лондон
- 2000: Орфей спускається (Леді Торренс) — Donmar Warehouse, Лондон
- 2013: Аудієнція (Єлизавета II) — The Gielgud Theatre, Лондон
- 2015: Аудієнція (Єлизавета II) — Gerald Schoenfeld Theatre Нью-Йорк

## Нагороди

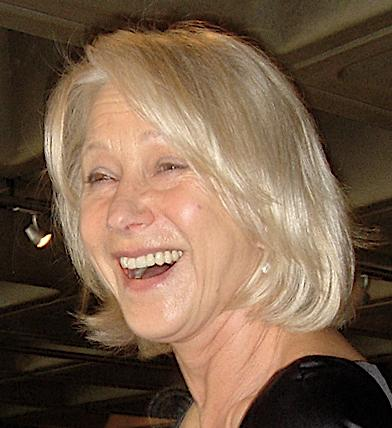
Гелен Міррен

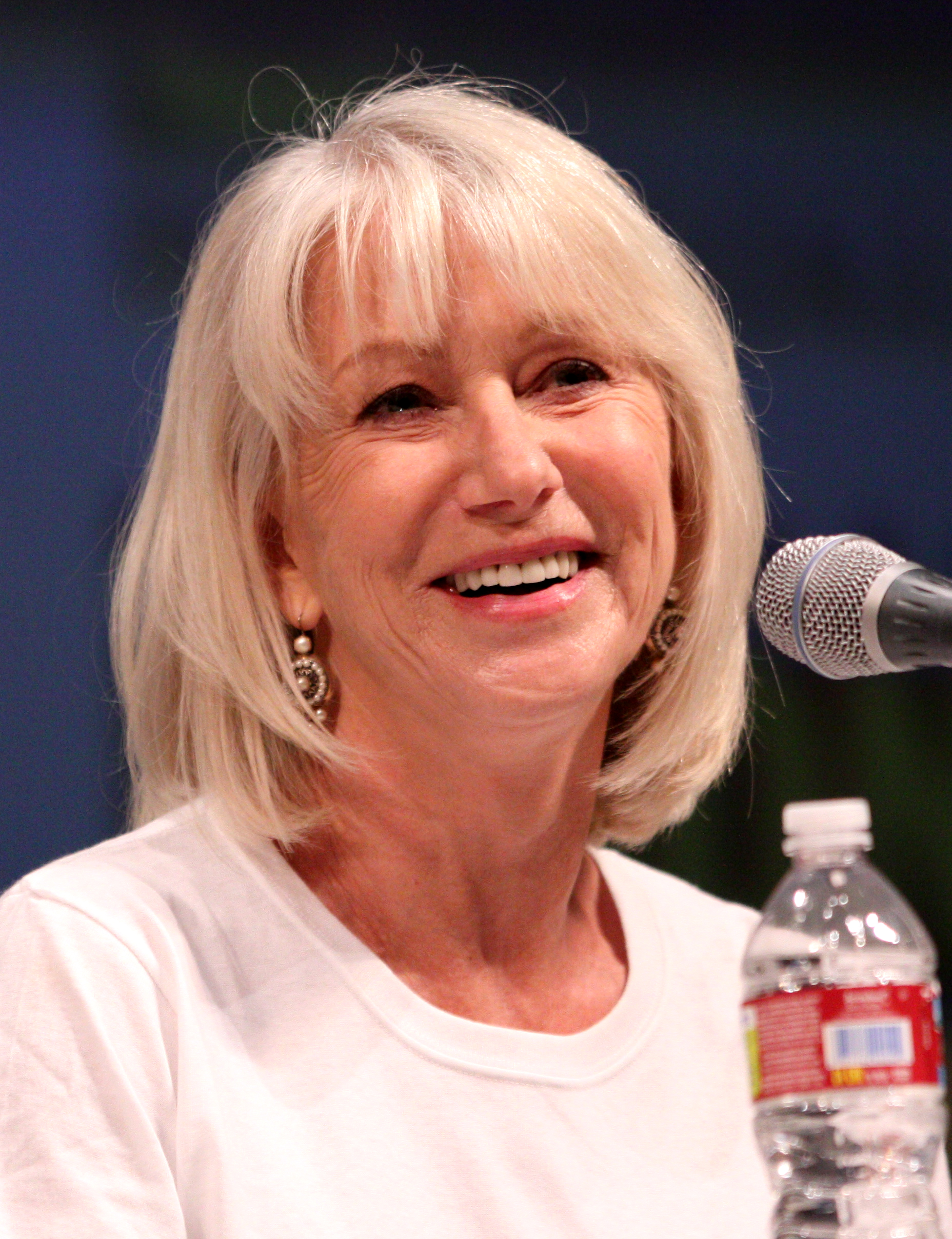
Гелен Міррен під час фестивалю «San Diego Comic-Con International», 2010 рік

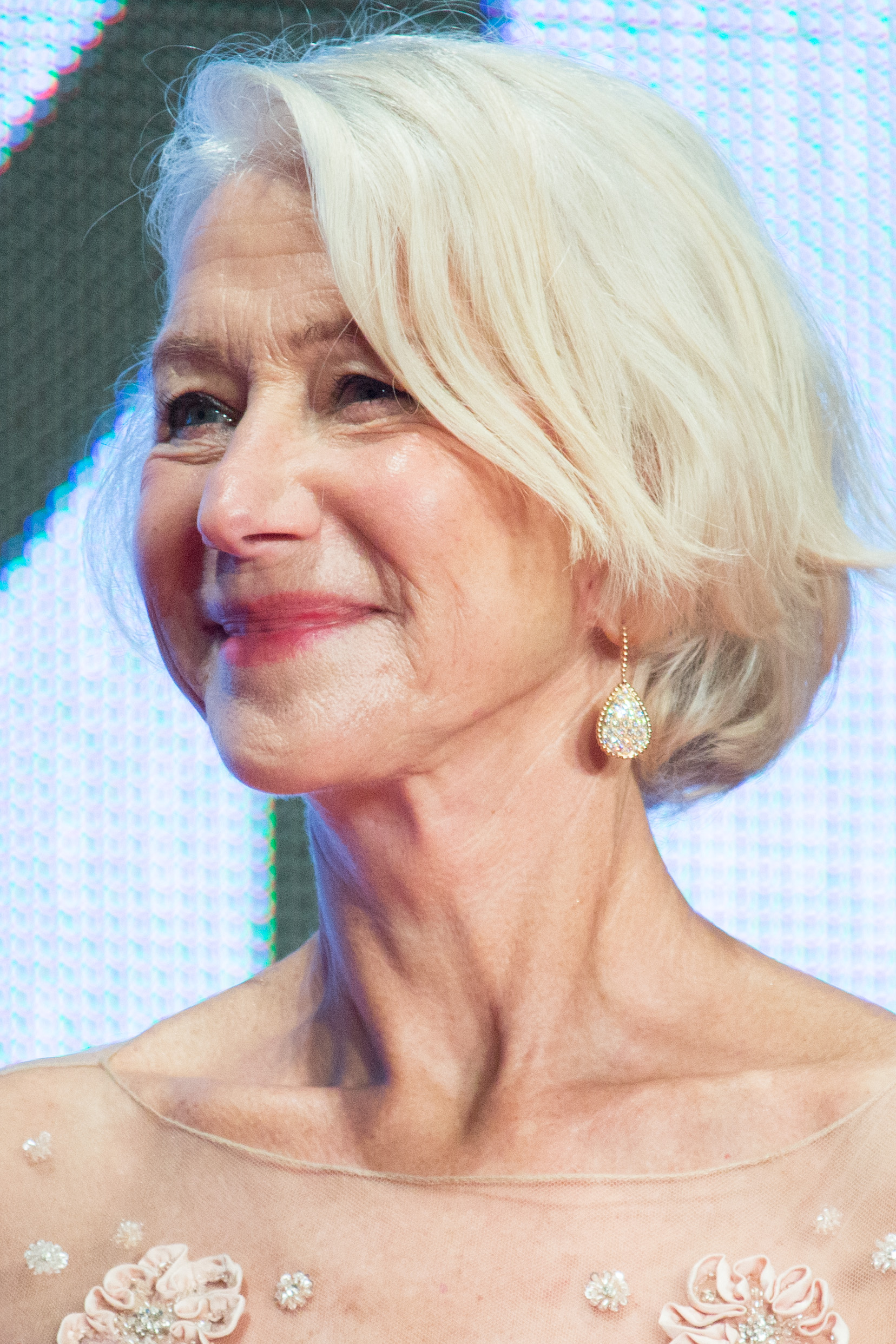
Дама Гелен Міррен

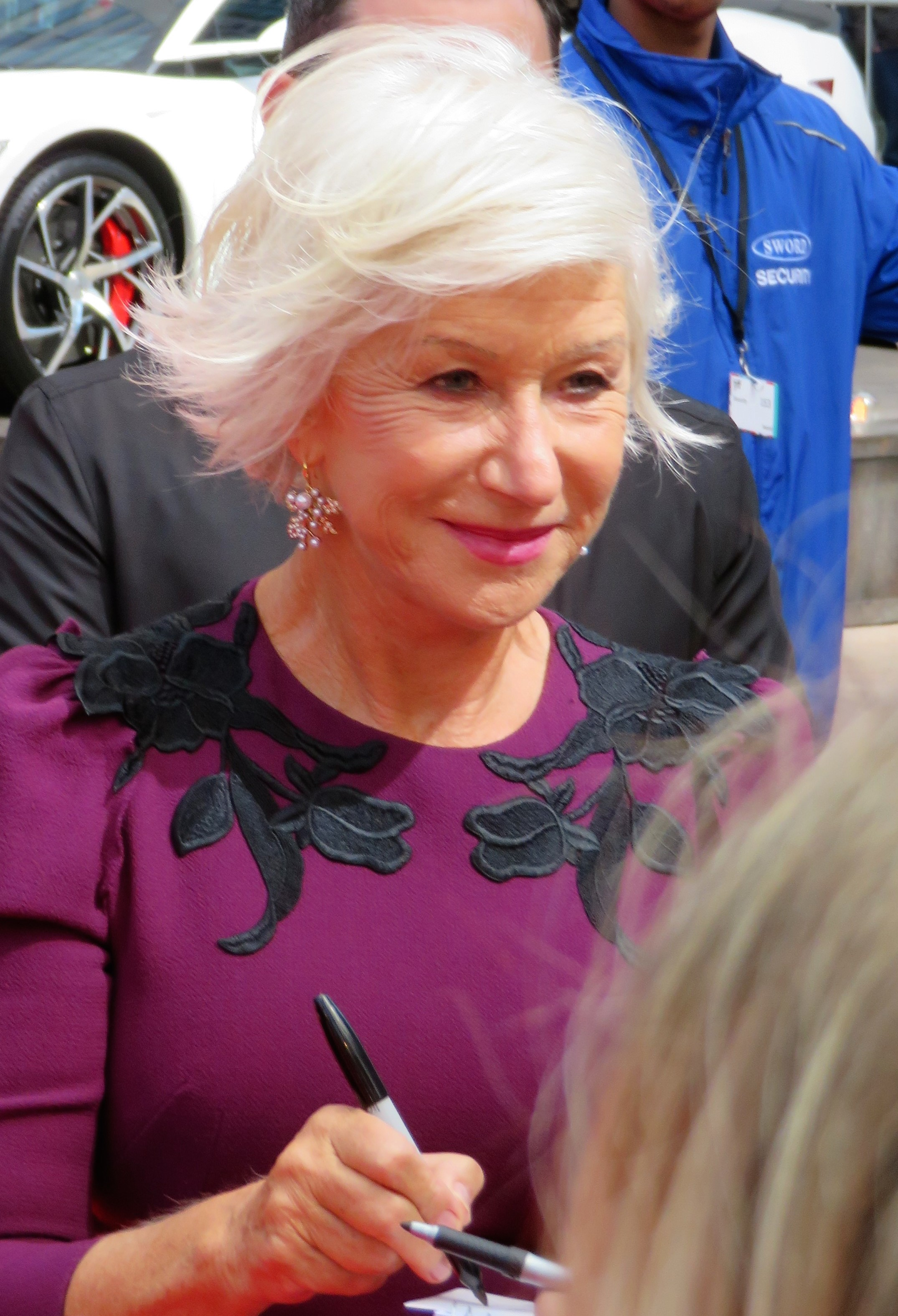
Гелен Міррен на прем'єрі стрічки «Дозвілля» у Торонто, 9 вересня 2017 року

### Кіно
Премія «Оскар»
- Найкраща жіноча роль: 2006[11]

#### Премія БАФТА
- Найкраща жіноча роль: 2006
- BAFTA Fellowship: 2013[12]

#### Премія Золотий глобус
- Найкраща жіноча роль — драма: 2006

Премія «Супутник»
- Найкраща жіноча роль — кінофільм: 2006

Європейський кіноприз
- Найкраща акторка: 2007
- За європейський внесок у світове кіно: 2012

Премія Гільдії кіноакторів США
- Найкраща жіноча роль: 2006
- Найкраща жіноча роль другого плану: 2001
- Найкращий акторський склад в ігровому кіно (разом з партнерами по фільму Госфорд-парк): 2001

Венеційський кінофестиваль
- Кубок Вольпі: 2006

Каннський кінофестиваль
- Найкраща жіноча роль: 1984, 1995

Римський міжнародний кінофестиваль
- Найкраща актриса: 2009

Премія Готем
- Почесна нагорода: 2015

Московський міжнародний кінофестиваль
- Приз «Вірю. Костянтин Станіславський»: 2011

Кінофестиваль у Карлових Варах
- Спеціальний приз за видатний внесок у світовий кінематограф: 2012

Золота Камера
- За життєві досягнення: 2016[13]

Премія «Вибір критиків»
- Найкраща жіноча роль: 2006
- Найкращий акторський склад (разом з партнерами по фільму Госфорд-парк): 2001

### Телебачення
Премія БАФТА
- Найкраща жіноча роль: 1991, 1992, 1993

Премія «Еммі»
- Найкраща акторка в міні-серіалі або фільмі: 1996, 1999[14], 2006[15], 2007

Премія Золотий глобус
- Найкраща жіноча роль міні-серіалу або телефільму: 1996, 2006

Премія Гільдії кіноакторів США
- Найкраща жіноча роль міні-серіалу або телефільму: 2006, 2013

Телевізійний фестиваль в Монте-Карло
- Золота німфа (найкраща жіноча роль в міні-серіалі): 2006
- Кришталева німфа: 2017

### Театр
Премія Лоуренса Олів'є
- Найкраща акторка: 2013[16]

Премія Тоні
- Найкраща головна жіноча роль у виставі: 2015[17]